# Camelobaetidius waltzi
Camelobaetidius waltzi är en dagsländeart som beskrevs av Mccafferty 1994. Camelobaetidius waltzi ingår i släktet Camelobaetidius och familjen ådagsländor. Inga underarter finns listade i Catalogue of Life.